# 拉顺湖
拉顺湖位于中国西藏自治区阿里地区改则县境内，地处改则县东部，东临拉雄错。湖面海拔4870米，面积18平方公里。湖区年均气温-6～-4℃，年均降水量100～150毫米。湖水主要靠地表径流补给，且以冰雪融水径流为主。